# Peñalolén
Peñalolén är en kommun i provinsen Santiago som ingår i staden Santiagos storstadsområde. Kommunen har en befolkning på omkring 238 000 invånare. Kommunens Human Development Index är 0.743, vilket placerar kommunen på 52 andra plats i Chile. Den genomsnittliga hushållsinkomsten är 23856 US$ (PPP).